# Окняны
Окняны (Белого́рка) (укр. Вікняни) — село в Тлумачской городской общине Ивано-Франковского района Ивано-Франковской области Украины.
Население по переписи 2001 года составляло 805 человек. Занимает площадь 14,02 км². Почтовый индекс — 78021. Телефонный код — 03479.

## История
Первое упоминание 1441 г. С 1934 по 1939 год входило в гмину Тлумач. В советское время построен завод по выпечке кирпича.
В 1993 г. селу возвращено историческое название. В 2012 году село пострадало от паводков.В селе проводил миссионерскую деятельность священник УГКЦ о. Руслан ПесечныйОн возобновил деятельность прихода УГКЦ в здании костела что стал церковью УГКЦ еще в 19-м веке. В 2006 году село посетил епископ Николай (Симкайло)
В 2014 г. в селе открыта ферма фазанов площадь 600 кв. м. 2015-го года село признано таким что подрывает мобилизация в ВСУ.

## Население
- 2001 год 801 человек
- 2022 год 746 человек[9]

## Сельские главы и старосты
- Красняк Мирослав Владимирович (1961 г.р СДПУ,) с 2006[9]

## Религия
В селе действует приход УГКЦ и ПЦУ

### Священники УГКЦ
- отец Руслан Пасечний с 2003 по 2018 г.[5]
- отец Иван Федорчук с 2018 г.

## Известные люди
- Николай (Симкайло) епископ Коломыйский посетил село с визитацией и освятил храм

## Памятки
- Церковь Рождества Пресвятой Девы Марии (1904 г.) ПЦУ
- Костел святого Варфоломея (святой Анны) построен 1721 г. 1884 г. перенесен в Окняны[10]принадлежит УГКЦ как Церковь Рождества Пречистой Девы Марии
- Татры ботаническая памятка местного значения